# Ammoplanus nanus
Ammoplanus nanus é uma espécie de insetos himenópteros, mais especificamente de vespas pertencente à família Crabronidae.
A autoridade científica da espécie é Boucek & Gayubo, tendo sido descrita no ano de 2001.
Trata-se de uma espécie presente no território português.